# Pablo Vásquez
Pablo Vásquez (1970) es un director de televisión argentino, trabaja para el grupo Telefe. A partir de noviembre de 2016, el grupo pertenece a Viacom, actual ViacomCBS. Entre los programas que ha dirigido se destacan El hombre de tu vida (2011-2012), El donante (2012), Vidas robadas (2008), Entre caníbales (2015), Amar después de amar (2017), Atrapa a un ladrón (2019) y Los internacionales (2020). Ha recibido en dos oportunidades el premio Martín Fierro y el premio Tato en la categoría dirección de ficción por las dos temporadas de El hombre de tu vida junto a Juan José Campanella, Miguel Colom, Martino Zaidelis y Camilo Antolini.

## Filmografía
| Obra                   | Año                            |
| ---------------------- | ------------------------------ |
| El primero de nosotros | 2021                           |
| Los internacionales    | 2020                           |
| Atrapa a un ladrón     | 2019                           |
| Amar después de amar   | 2017                           |
| El regreso de Lucas    | 2016 (primeros diez capítulos) |
| Entre caníbales        | 2015                           |
| Señores papis          | 2014                           |
| Historias de corazón   | 2013                           |
| El donante             | 2012                           |
| El hombre de tu vida   | 2011/2012                      |
| Caín y Abel            | 2010                           |
| Secretos de amor       | 2010                           |
| Botineras              | 2009                           |
| Vidas robadas          | 2008                           |
| La ley del amor        | 2007                           |
| Se dice amor           | 2005/2006                      |